# Lady, Be Good! (comédie musicale)
Pour les articles homonymes, voir Lady Be Good (homonymie).
Lady, Be Good! est une comédie musicale américaine créée à Broadway en 1924.

## Argument
- Acte I : Quartier de Beacon Hill (Rhode Island). Expulsés dans la journée de leur vieille propriété familiale, Dick Trevor et sa sœur Susie se retrouvent le soir même à une fête organisée par la riche Joséphine 'Jo' Vanderwater. Ils y retrouvent notamment leur avocat, 'Watty' Warkins, ainsi que le musicien Jeff White. Il s'avère que Jo a commandité l'expulsion, espérant de cette façon "récupérer" Dick dont elle est amoureuse. Mais Shirley, l'amie de Dick, ne l'entend pas ainsi, ni Susie. Watty propose alors à cette dernière une combine lucrative, en se faisant passer pour la veuve de feu Jack Robinson, seul héritier de l'Hôtel du même nom ; de son côté, Dick annonce ses fiançailles avec Jo...
- Acte II : Trois jours après à Eastern Harbor (Connecticut), Watty et la "veuve" rencontrent, à l'Hôtel Robinson, les membres du Conseil d'Administration. Dick se présente également, ignorant tout de la combine, et s'étonnant de la présence de sa sœur. Arrive aussi à l'hôtel un vagabond, dont Susie est tombée amoureuse à l'Acte I. Mais celui-ci est en réalité Jack Robinson que l'on croyait mort. Il "reconnaît" Susie comme son épouse, au moment où elle et Watty allaient être arrêtés. Plus tard, les protagonistes se retrouvent dans un Yacht Club, à une nouvelle fête où tout s'arrange, avec notamment des projets de mariages...

## Fiche technique
- Titre original et français : Lady, Be Good!
- Livret : Guy Bolton et Fred Thompson
- Lyrics : Ira Gershwin
- Musique : George Gershwin
- Mise en scène :  Felix Edwardes
- Chorégraphie : Sammy Lee
- Direction musicale : Paul Lannin
- Orchestrations : Paul Lannin, Robert Russell Bennett, Charles Grant, Stephen O. Jones, Max Steiner et William Daly
- Décors : Norman Bel Geddes
- Costumes : Kiviette, Jenkins et P. Leone
- Producteurs : Alex A. Aarons et Vinton Freedley
- Nombre de représentations : 330
- Date de la première : 1er décembre 1924
- Date de la dernière : 12 septembre 1925
- Lieu (ensemble des représentations) : Liberty Theatre, Broadway

## Distribution originale
- Fred Astaire :  Dick Trevor
- Adele Astaire :  Susie Trevor
- Walter Catlett :  J. Watterson 'Watty' Watkins
- Alan Edwards :  Jack Robinson
- Cliff Edwards :  Jeff White
- Patricia Clarke :  Daisy Parke
- James Bradbury :  Rufus Parke
- Kathlene Martyn :  Shirley Vernon
- Gerald Oliver Smith :  Bertie Bassett
- Jayne Auburn :  Josephine 'Jo' Vanderwater
- Edward Jephson :  Flunkey
- Bryan Lycan :  Manuel Estrada
- Victor Arden, Phil Ohman :  Eux-mêmes

## Numéros musicaux
("Songs", excepté un numéro)
| Acte I - Overture (orchestre) - Hang on to Me (Dick, Susie) - A Wonderful Party (Ensemble) - End of a String (Ensemble) - We're Here Because (Bertie, Daisy, Ensemble) - Fascinating Rhythm (Jeff, Dick, Susie) - So Am I (Jack, Susie) - Oh, Lady Be Good! (Watty, Susie, Ensemble féminin) - Finale (Ensemble) | Acte II - Weatherman / Rainy Afternoon Girls (Ensemble) - The Half of it, Dearie, Blues (Dick, Shirley) - Juanita (Susie, Ensemble masculin) - Leave It to Love (Susie, Jack, Shirley, Dick) - Little Jazz Bird (Jeff) - Insufficient Sweetie (Jeff) - Who Takes Care of the Caretaker's Daughter ? / It's All the Same to Me (Jeff) - Carnival Time (Ensemble) - Swiss Miss (Susie, Dick) - Finale Ultimo (Ensemble) |

## Création auRoyaume-Uni
- 1926 : À Londres, Prince of Wales Theatre, avec Fred et Adele Astaire.

Le Song I'd Rather Charleston (Dick, Susie), lyrics de Desmond Carter, écrit pour cette production londonienne (s'insérant à l'Acte II, après le Song Juanita), fut alors interprété.

## Adaptation au cinéma
- 1928 : Lady Be Good, film muet de Richard Wallace, avec Dorothy Mackaill, James Finlayson, Jack Mulhall.

Lady Be Good, film musical réalisé par Norman Z. McLeod en 1941, avec Eleanor Powell, Robert Young, Ann Sothern, a un sujet complètement différent de la comédie musicale, lui en empruntant seulement le titre, et utilisant le Song de l'Acte I Fascinating Rhythm, à l'occasion d'un célèbre numéro chanté et dansé, mis en scène par Busby Berkeley.